# UTC-10:00

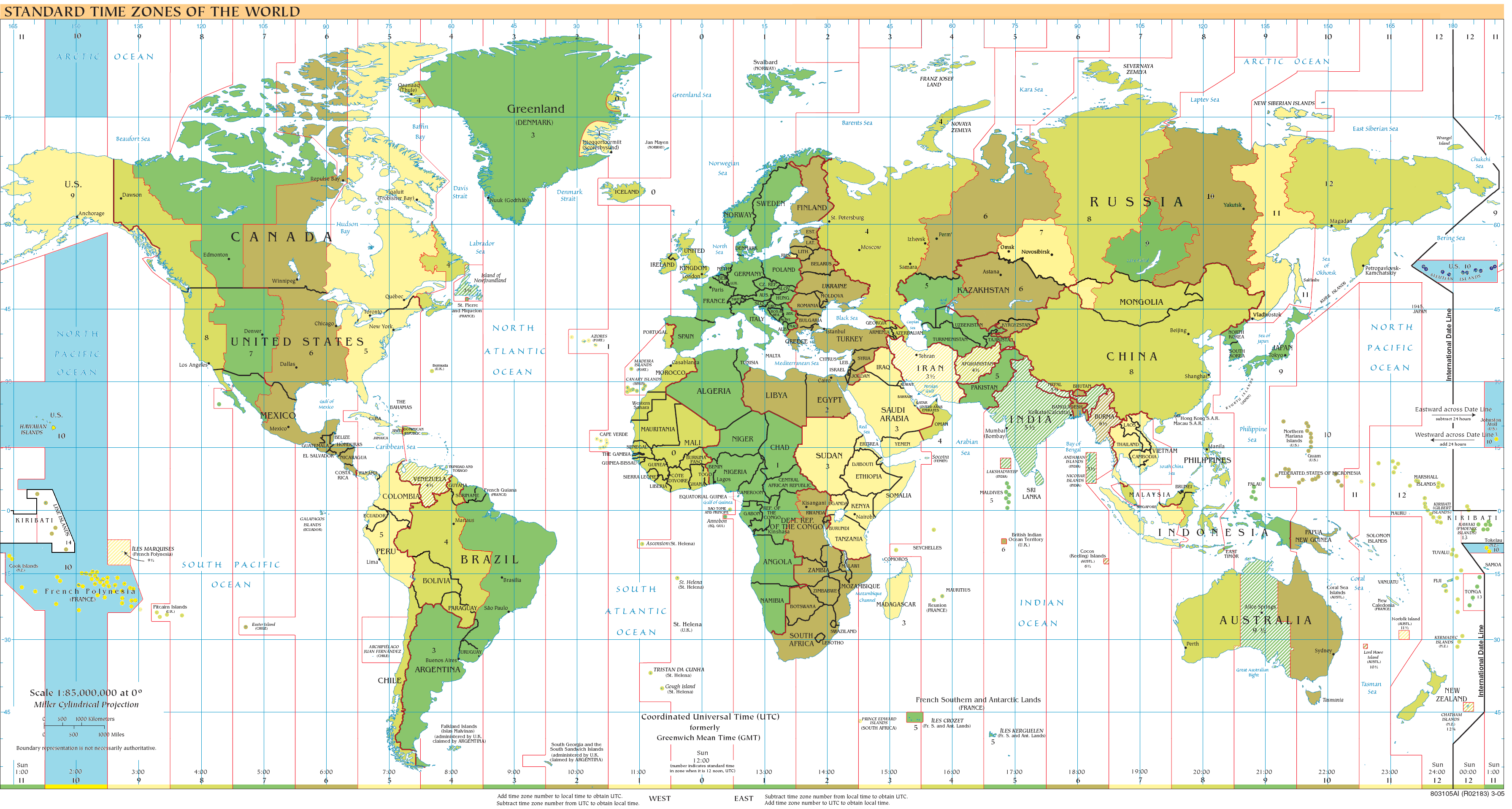
UTC-10:00

UTC-10:00 (W – Whiskey) – strefa czasowa, odpowiadająca czasowi słonecznemu południka 150°W.

## Strefa całoroczna
Australia i Oceania:
- Johnston
- Polinezja Francuska (Tubuai, Tuamotu, Wyspy Towarzystwa)
- Stany Zjednoczone (Hawaje)
- Wyspy Cooka

## Czas standardowy (zimowy) na półkuli północnej
Ameryka Północna:
- Stany Zjednoczone (zachodnie Aleuty)